# サルバドール・サドゥルニ
サルバドール・サドゥルニ（Salvador Sadurní Urpí , 1941年4月3日 - ）は、スペイン・タラゴナ出身の元サッカー選手。スペイン代表である。ポジションはGK。
控えとして1962 FIFAワールドカップに出場した。

## タイトル
- バルセロナ
  - コパ・デル・レイ 1963, 1968, 1971
  - フェアーズ・カップ 1966
  - リーガ・エスパニョーラ 1973-74
  - サモラ賞 1969, 1974, 1975